# استون مارتین والهالا
استون مارتین والهالا یک خودروی اسپرت موتور وسط آینده است که توسط سازنده بریتانیایی استون مارتین با همکاری ردبول ریسینگ ساخته شده‌است.

## برسی
این خودرو حاصل همکاری استون مارتین و ردبول ریسینگ است. در ابتدا با نام ای‌ام-آربی ۰۰۳، نام پروژه برای این خودرو به عنوان "پسر والکیری" در معرفی عمومی خودرو مشخص شد زیرا از بسیاری از فناوری‌هایی استفاده می‌کند که برای اولین بار در والکیری پیاده‌سازی شده‌اند. نام نهایی این خودرو مشخص شد که والهالا است. این نام ادامه دهنده سنت نامگذاری خودروهای استون مارتین است که با حرف "V"(وی) شروع می‌شود.

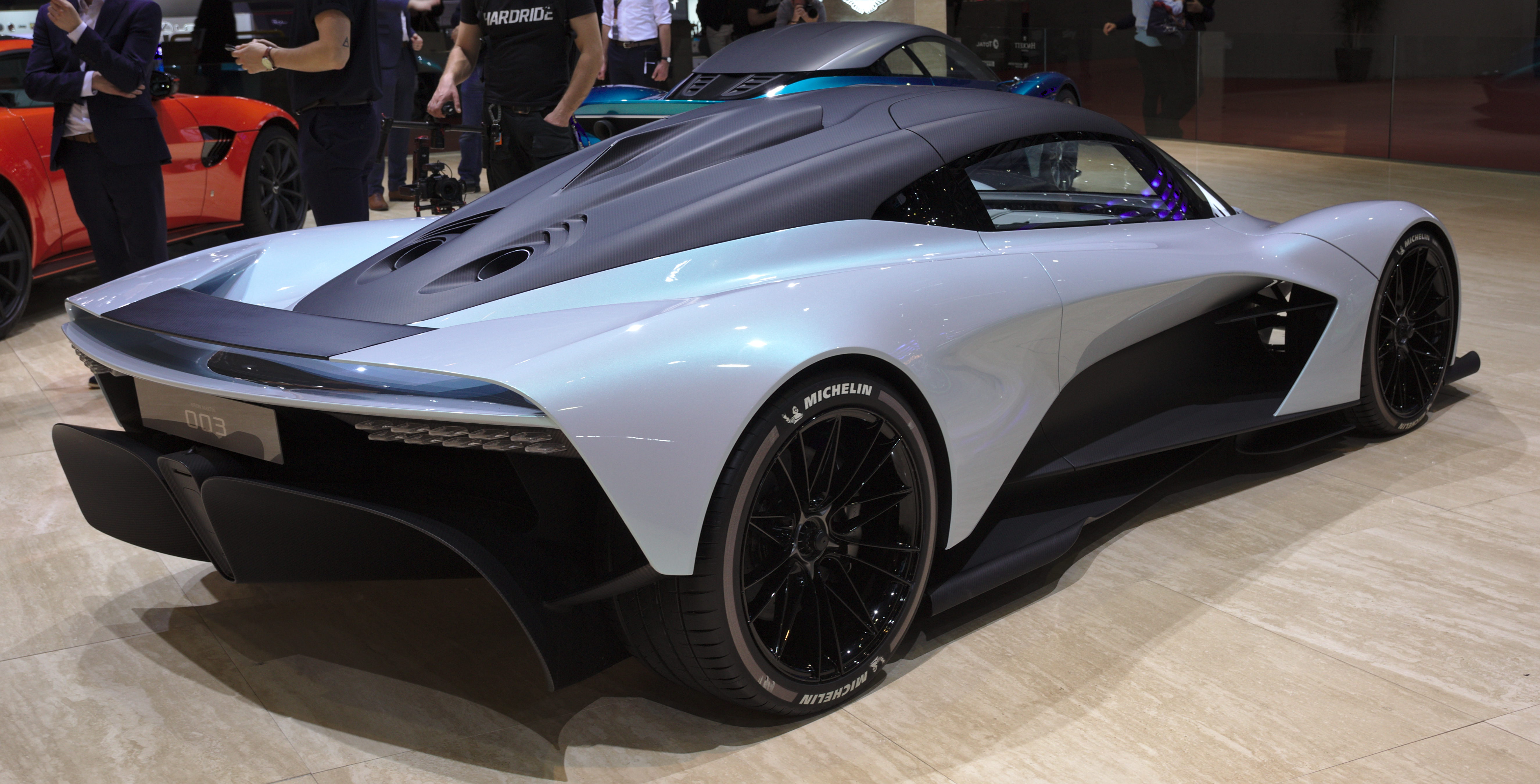
نمای عقب

فضای داخلی مفهومی دارای فضایی برای نگهداری چمدان‌ها در پشت صندلی‌ها، کنسول مرکزی و پایه تلفن برای راننده است.

## تولید
این خودرو قرار است در سال ۲۰۲۳ وارد تولید شود. در ابتدا برای تولید محدود ۵۰۰ نمونه با قیمت یک میلیون دلار در نظر گرفته شده بود. با این حال، از آگوست ۲۰۲۱، والهالا به ۹۹۹ نمونه با قیمت تخمینی ۸۰۰٫۰۰ دلار آمریکا (۵۸۰٫۰۰۰ پوند بریتانیا) محدود خواهد شد.